# کالوم استایلز
کالوم استایلز (انگلیسی: Callum Styles؛ زادهٔ ۲۸ مارس ۲۰۰۰) بازیکن فوتبال اهل مجارستان است.
از باشگاه‌هایی که در آن بازی کرده‌است می‌توان به باشگاه فوتبال بری اشاره کرد.
وی همچنین در تیم ملی فوتبال مجارستان بازی کرده‌است.